# Cham-Schrift

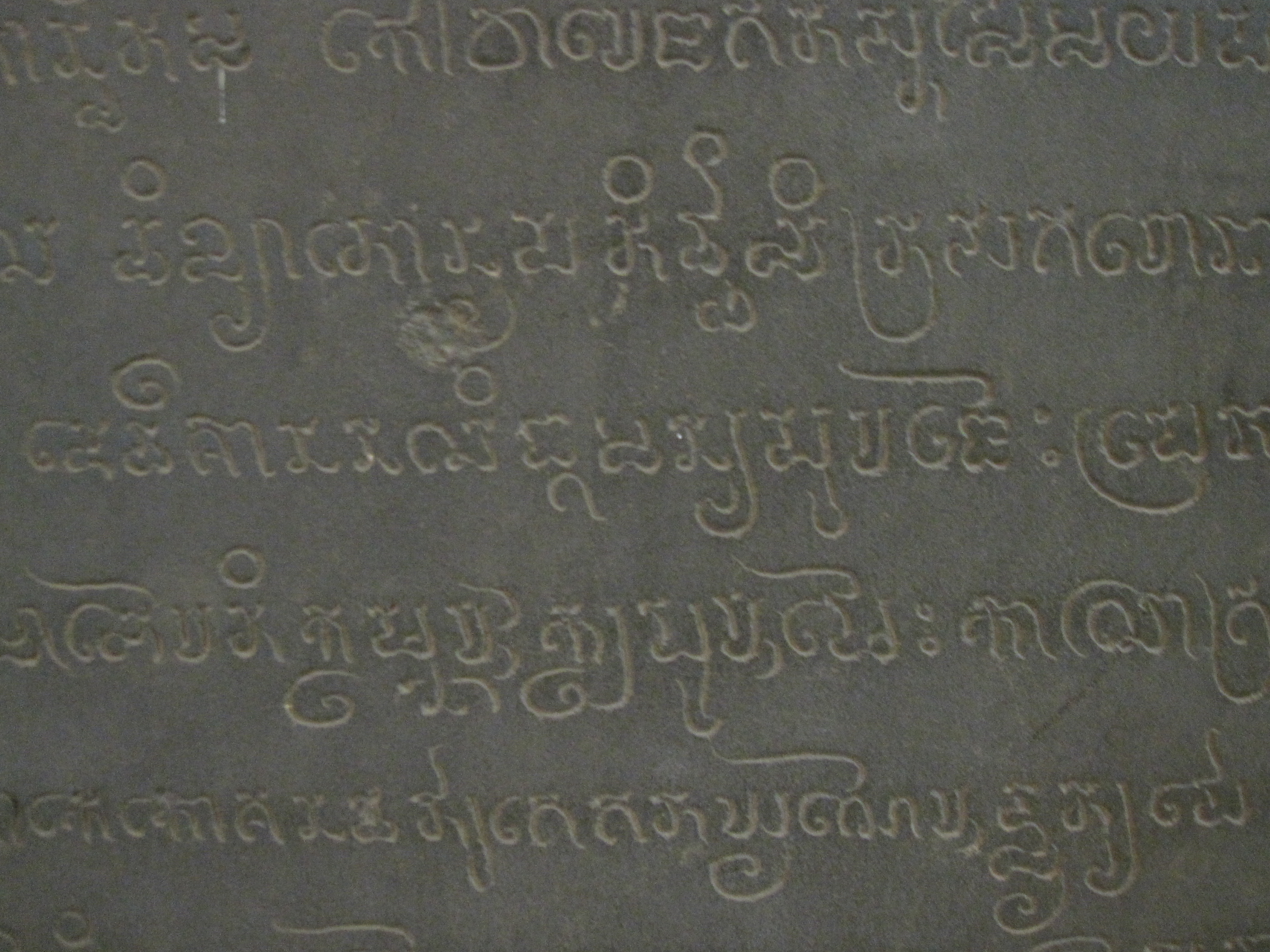
Closeup of the inscription on the Po Nagar stele, 965 CE. The stele describes feats by the Champa kings.

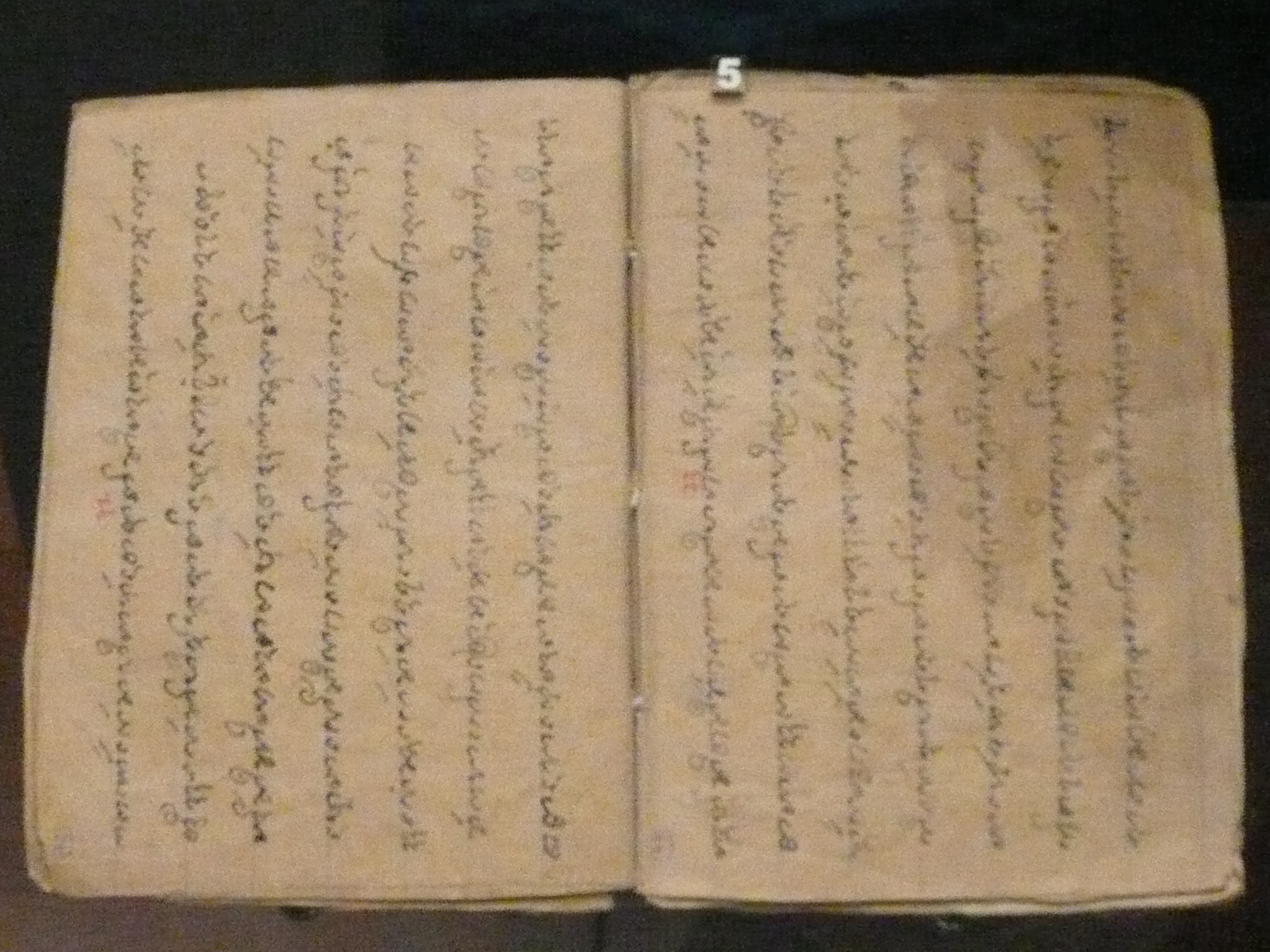
A Champa manuscript recounting the social culture of the Cham community of the early 18th century

Die Cham-Schrift ist eine Abugida, die zum Schreiben der Cham-Sprache verwendet wird, einer austronesischen Sprache, die von einigen 230.000 Menschen des Cham-Volkes in Vietnam und Kambodscha gesprochen wird. Sie wird horizontal von links nach rechts geschrieben.

## Geschichte
Die Cham-Schrift ist ein Abkömmling der Brahmi-Schrift Indiens, die ihrerseits von der aramäischen Schrift. Cham war eine der ersten Schriften, die sich aus der südindischen Brahmi-Schrift Vatteluttu irgendwann um das Jahr 200 n. Chr. entwickelte. Sie kam als Bestandteil der Verbreitung des Hinduismus und Buddhismus nach Südindien. Hinduistische Steintempel der Champa-Zivilisation enthalten sowohl Sanskrit- als auch chamische Steininschriften. Die frühesten Inschriften in Vietnam wurden im Mỹ-Sơn-Tempelkomplex gefunden. Datiert um 400 n. Chr. ist die älteste in fehlerhaftem Sanskrit verfasst. Spätere Inschriften wechseln zwischen Sanskrit und der Cham-Sprache jener Zeiten.
Cham-Könige studierten klassische indische Texte z. B. das Dharmaśāstra und Inschriften nehmen Bezug auf die Sanskrit-Literatur. Schließlich – während die Cham-Sprachen und das Sanskrit sich gegenseitig beeinflussten – übernahm die Cham-Kultur den Hinduismus und Cham-Leute waren endlich in der Lage die Hindu-Religion angemessen in ihrer eigenen Sprache auszudrücken. Mit dem 8. Jh. n. Chr. war die Cham-Schrift dem Sanskrit entwachsen und die Cham-Sprache war in vollem Gebrauch. Die meisten erhaltenen Handschriften konzentrieren sich auf religiöse Rituale, epische Schlachten und Gedichten, sowie Mythen.
Moderne Cham-Sprachen besitzen die südostasiatischen Sprachbund-Charakteristika der Einsilbigkeit (Monosyllabizität), Tonalität und Glottalisierung. Trotzdem haben die Cham-Sprachen das südostasiatische Festland zweisilbig und nicht-tonal erreicht. Die Schrift musste verändert werden, um diesen Veränderungen gerecht zu werden.
Das Volk der Cham lebt derzeit in zwei Gruppen: Die Westlichen Cham in Kambodscha und die Östlichen Cham (Phan Rang Cham) in Vietnam. Im ersten Jahrtausend n. Chr. waren die Cham-Sprachen eine Dialektkette entlang der vietnamesischen Küste. Das Aufbrechen dieser Kette in distinkte Sprachen ereignete sich, nachdem die Vietnamesen südwärts drängten und das Cham-Volk dazu brachten, sich in das Hochland zurückzuziehen, wobei einige wie z. B. die Phan Rang Cham Teil der von den Vietnamesen beherrschten Gesellschaft in der Tiefebene wurden. Die Trennung des Cham-Volkes in zwei Ethnien vollzog sich unmittelbar nach dem Sturz der Hauptstadt durch die Vietnamesen. Beide verwenden distinkte Varietäten der Cham-Schrift, wobei die westlichen Cham überwiegend Muslime sind und ihre Sprache heutzutage bevorzugt in arabischer Schrift schreiben. Die östliche Gruppe besteht hauptsächlich aus Hindus welche weiterhin die Cham-Schrift nutzen. Während der französischen Kolonialzeit mussten beide Gruppen das Lateinische Alphabet benutzen.

## Gebrauch
Die Schrift wird hochgeschätzt in der Cham-Kultur, was aber nicht bedeutet, dass viele Leute sie erlernen. Es gab Bemühungen die Rechtschreibung zu vereinfachen und das Erlernen der Schrift zu fördern, aber diese waren nur begrenzt erfolgreich. Traditionell lernten Jungen die Schrift im Alter von ca. 12 Jahren, als sie alt und stark genug waren, den Wasserbüffel zu hüten. Frauen und Mädchen jedoch lernten üblicherweise nicht lesen.

## Struktur
Als Abugida schreibt Cham nur die einzelnen Konsonanten ergänzt durch obligatorische diakritische Zeichen für Vokale, die den Konsonanten angefügt werden.

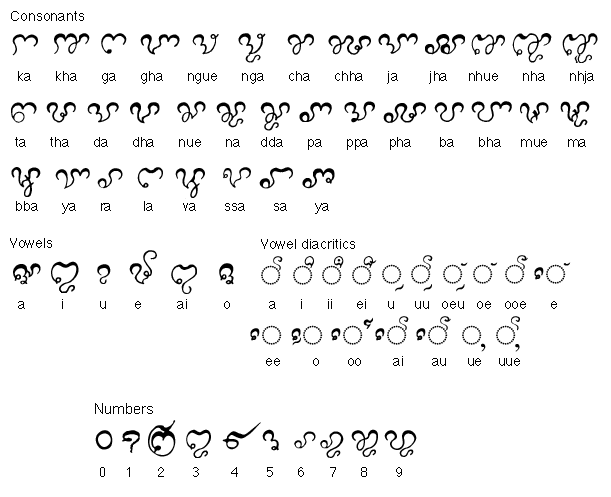
Die östliche Cham-Schrift. Nasale Konsonanten sind aufgeführt sowohl unmarkiert als auch mit dem diakritischen Zeichen kai. Die Vokaldiakritika stehen neben einem Kreis, der ihre Position relativ zu irgendeinem Konsonanten anzeigt.

Die meisten Konsonantenbuchstaben, z. B. [b], [t], oder [p] beinhalten den inhärenten Vokal [a], der nicht geschrieben werden muss. Die Nasalkonsonanten [m], [n], [ɲ] und [ŋ] (die letzten beiden werden in Lateinschrift mit nh und ng transkribiert) bilden Ausnahmen und besitzen den inhärenten Vokal [ɨ] (transkribiert mit eu). Ein diakritisches Zeichen genannt kai, das nicht mit den anderen Konsonanten auftritt wird unter einem Nasalkonsonten geschrieben, um den [a] Vokal zu schreiben.
Cham-Wörter enthalten nur Vokalsilben oder Konsonant-Vokal-(Konsonant)-Silben(V und CV(C)). Es gibt einige Schriftzeichen für Endkonsonanten in der Cham-Schrift; andere Konsonanten erhalten einfach einen längeren Schweif auf der rechten Seite, um das Fehlen eines Endvokales anzuzeigen.

## Unicode
Der Unicode-Block für die Cham-Schrift Cham ist U+AA00 .. U+AA5F. Graue Schattierung zeigt nicht-zugeordnete Codepoints an.